# BKK Scheufelen
Die BKK Scheufelen ist ein Träger der gesetzlichen Krankenversicherung (GKV) aus der Gruppe der Betriebskrankenkassen. Sie ist als Körperschaft des öffentlichen Rechts mit Selbstverwaltung von Versicherten- und Arbeitgebervertretern organisiert. Als sogenannte landesunmittelbare Krankenkasse mit Sitz in Kirchheim unter Teck ist sie nur für in Baden-Württemberg lebende oder arbeitende Personen geöffnet.

## Gründung und Entwicklung
Nachdem der damalige Reichskanzler Otto von Bismarck im Jahre 1883 den Grundstein für die Sozialversicherung in Deutschland legte, gründeten die damaligen Inhaber der Papierfabrik Scheufelen am 31. Dezember 1888 für ihre Mitarbeiter und deren Angehörige die Krankenkasse der Papierfabrik Oberlenningen.
Im Jahre 2004 wurde die bis dato geschlossene Krankenkasse auch für Nicht-Betriebsangehörige aus dem Land Baden-Württemberg geöffnet.
Seit ihrer Öffnung hat sich die Versichertenzahl von damals rund 3.500 auf inzwischen über 85.000, darunter rund 23.000 Familienversicherte, vervielfacht. Die Betreuung der Versicherten wird von mehr als 130 Mitarbeitern in den Geschäftsstellen in Kirchheim unter Teck und in Owen sichergestellt.

## Finanzen
Die BKK Scheufelen verzeichnet im Jahr 2020 bei Einnahmen in Höhe von rund 209 Millionen Euro und Ausgaben in Höhe von rund 209 Millionen Euro einen Überschuss der Ausgaben in Höhe von rund 81.000 Euro. Dies entspricht Einnahmen und Ausgaben in Höhe von rund 2.400 Euro pro Versicherten im Jahr 2020.
| Jahr      | Beitragssatz | Zusatzbeitrag |
| --------- | ------------ | ------------- |
| 2006      | 11,90 %      | —             |
| 2007      | 12,40 %      | —             |
| 2008      | 13,40 %      | —             |
| 2009–2014 | 15,50 %      | —             |
| 2015–2017 | 15,00 %      | 0,40 %        |
| 2018–2019 | 15,20 %      | 0,60 %        |
| 2020–2021 | 15,50 %      | 0,90 %        |
| 2022      | 15,70 %      | 1,10 %        |
| 2023      | 16,00 %      | 1,40 %        |
| 2024      | 17,35 %      | 2,75%         |
| 2025      | 18,00 %      | 3,40%         |

Die größten Ausgabenposten lagen mit knapp 48,7 Millionen Euro in der Krankenhausbehandlung (rd. 560 Euro pro Versicherten), mit rund 45,1 Millionen Euro in der ärztlichen Behandlung (rd. 518 Euro pro Versicherten) sowie mit 28,2 Millionen Euro in der Versorgung mit Arzneimitteln (rd. 324 Euro pro Versicherten).

## Leistungen
Die BKK Scheufelen bietet neben den vom Gesetzgeber vorgeschriebenen Leistungen gemäß dem Fünften Buch Sozialgesetzbuch einige individuelle Mehrleistungen über den gesetzlichen Rahmen hinaus an.
Bereits im Jahr 1952 erkannten die Verantwortlichen der Betriebskrankenkasse Scheufelen den hohen Stellenwert der heute vom Gesetzgeber geförderten Vorsorge und Früherkennung von Krankheiten, indem sie als erste Krankenkasse die planmäßige Mundhöhlensanierung, die sogenannte Zahnvollsanierung, einführte und damit bereits früh ihr Leistungsangebot ausweitete.
Heute werden einige Satzungsleistungen im Rahmen der Gesundheitsvorsorge, der Früherkennung von Krankheiten sowie der Prävention angeboten. Hierzu zählen beispielsweise die Bezuschussung zur Professionellen Zahnreinigung, der Zuschuss zu hochwertigen Zahnfüllungen, die Beteiligung an Brillen und Kontaktlinsen sowie die Kostenübernahme weiterer Vorsorgeuntersuchungen.

## Auszeichnungen
Die gute finanzielle Situation der Krankenkasse wurde in den Jahren 2013 und 2014 von dem Wirtschaftsmagazin Focus Money in Folge mit Bestnoten ausgezeichnet. Daneben erhielt die BKK Scheufelen im Jahr 2014 Auszeichnungen für gute Transparenz, eine gute Mitgliederentwicklung sowie für geringe Verwaltungskosten.
Zudem ist die Marke BKK Scheufelen mit ihrem Logo seit dem 1. Oktober 2015 als eine der ersten gesetzlichen Krankenkassen im Register des Deutschen Patent- und Markenamts eingetragen.